# Josef Arnold der Ältere

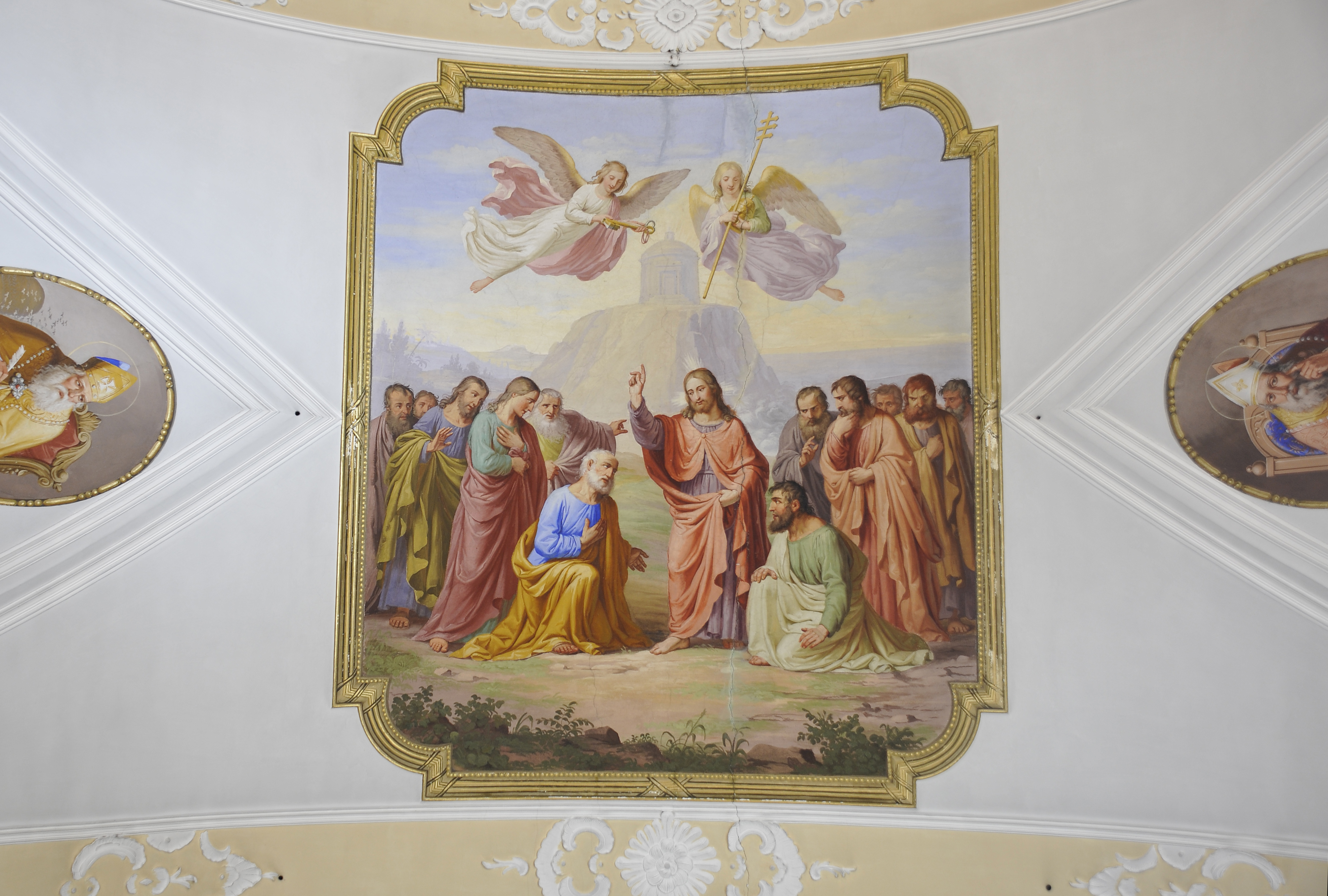
Schlüsselübergabe an Petrus, Deckenfresko in der Pfarrkirche St. Peter, 1845

Josef Arnold der Ältere (* 14. März 1788 in Stans; † 23. Februar 1879 in Innsbruck) war ein Tiroler Maler des Klassizismus.

## Leben
Josef Arnold begann als Holzschuhmacher. Im Jugendalter musste er bei der Mutter als Landarbeiter für die Familie sorgen. Er lernte die Malerei bei Eberhard Zobel im Stift Fiecht und besuchte 1818 bis 1825 die Wiener Akademie der bildenden Künste.
In Wien heiratete er Franziska Kuchinka. Er hatte zwei Söhne, Josef Arnold den Jüngeren (* 1823 in Wien; † 1862 in Innsbruck) und Alois († 1863 in Rom); beide waren Maler und fertigten mit ihm zahlreiche Fresken. 1829 unternahm Arnold eine Studienreise nach Italien, die er aber schon nach drei Monaten aus Gesundheitsgründen abbrechen musste.
Alois war von seinem Vater weniger als der Bruder Josef als Maler geschätzt. 1853 zog er nach Rom, wo er der Kunst entsagte, als Eremit auf dem Land lebte und 1863 starb.
Ein Schüler von ihm war Franz Plattner.

## Werke
- 1814 Grablegung in der Laurentiuskirche bei Wattens
- 1827–1828 Fresken in der Pfarrkirche Gries am Brenner
- 1829 Bilder Tod des heiligen Josef und Christus am Kreuz in der Pfarrkirche Imst
- 1832 Ostergrab für die Dekanatspfarrkirche St. Johann in Tirol
- 1833 Altarbild hl. Martin als Fürbitter vor der Madonna in der Pfarrkirche Ladis
- 1837 Hochaltarbild in der Sebastiankirche in Salzburg
- 1841 Deckenfresko Enthauptung des hl. Johannes des Täufers über der Orgel in der Pfarrkirche Axams
- 1842 Taufe Christi und hl. Martin in der Pfarrkirche St. Christina in Gröden
- 1844 Freskenzyklen aus dem Leben der Heiligen Stephanus und Laurentius in Lajen (Südtirol)
- 1845 Fresken mit Sohn Josef dem Jüngeren in St. Peter (Südtirol)
- 1848–49 Zyklus Marienleben in Enneberg
- Altargemälde Hl. Vitus als Märtyrer vor Maria und Christus; Madonna mit der Heiligen Barbara und der Heiligen Katharina von Alexandrien am linken Seitenaltar; ein Gemälde des Heiligen Sebastian mit der Witwe des Märtyrers Kastulus am rechten Seitenaltar, in der Pfarrkirche Kufstein